# 俄羅斯黑爹利
俄羅斯黑爹利（英語：Black Russian Terrier），又稱俄罗斯黑梗，是源於蘇聯時期的一個犬種，由紅星狗房（Krasnaya Zvezda）於1940年代末到1950年代初繁殖出來的軍事/工作犬。牠已獲多個育犬協會認證，包括FCI（1983年9月）、AKC（2004年7月）等等。縱使其名，俄羅斯黑爹利其實並不是真正的㹴犬，普遍認為牠混雜了17種犬隻的血統，包括：萬能㹴、巨型雪納瑞、洛威拿、紐芬蘭犬、高加索犬、南俄羅斯牧羊犬等等。

## 外部連結

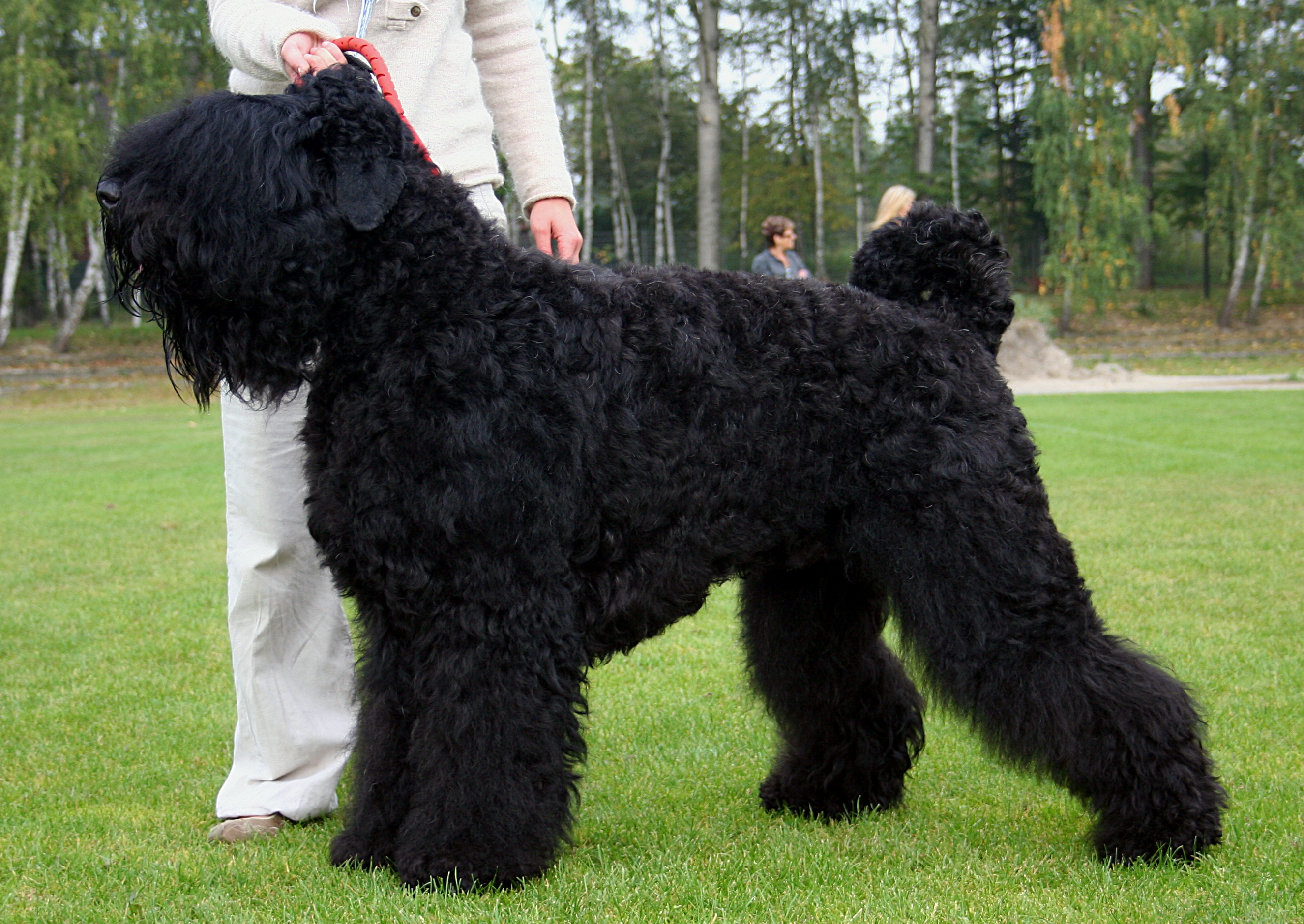

- Black Russian Terrier Breed Database